# 서해 5도

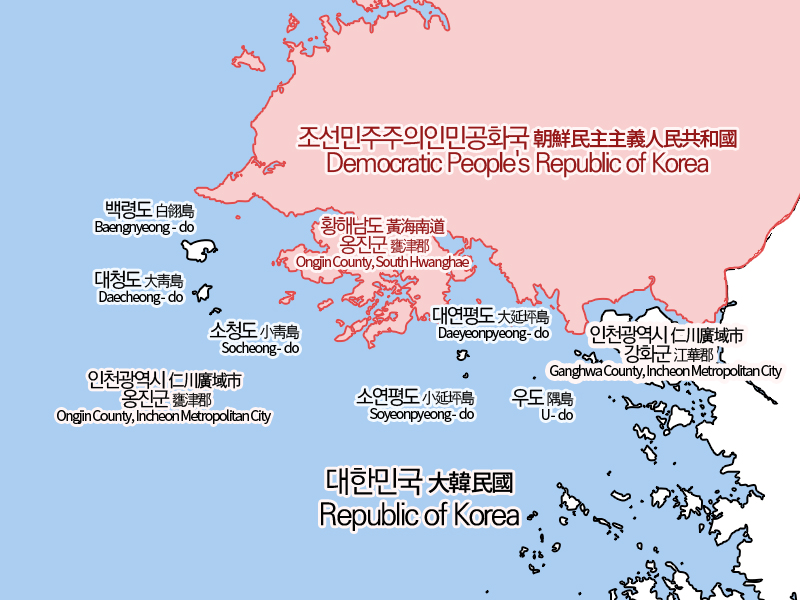
서해 5도의 한국어, 영어, 한자 지도

인천광역시의 섬
(1, 2, 3번이 서해 5도)

북방한계선
조선 서해 해상 군사분계선 (북한 주장)

서해 5도(西海五島)는 대한민국이 관할하는 섬 가운데 북한 황해남도 남쪽 해안과 가까운 백령도, 대청도, 소청도, 대연평도, 소연평도, 우도 등 6개 섬을 묶어 일컫는 말이다. 
이 가운데 우도는 본래 경기도에 속했고 무인도이기 때문에, 본래 황해도에 속했고 주민이 거주하는 소연평도를 우도 대신 넣어 서해 5도라고 부르기도 한다. 우도를 제외한 서해 5도는 1945년 분단 전에는 황해도에 속했고, 현재는 행정구역상 인천광역시 옹진군에 속한다.

## 개요
서해 5도는 한국 군사정전에 관한 협정 제13항 ㄴ목에 '국제연합군 총사령관의 군사통제 하에 둔다'고 명시되어 있는 섬들로, 우도를 제외하고는 본래 황해도 장연군(백령도·대청도·소청도)과 벽성군(연평도)에 속해 있었다.
1945년 9월에 미국과 소련이 38선을 경계로 한반도를 분할점령한 후 황해도 옹진군이 경기도에 속하게 되면서, 38선 남쪽에 위치한 서해 5도는 경기도 옹진군에 편입되었다.
한국 전쟁의 결과, 옹진군의 육지지역인 옹진반도는 군사분계선 이북 지역이 되었으나, 서해 5도는 섬 주민들과 해병대의 노력으로 군사분계선 이남에 남았다. 서해 5도에는 해병대가 주둔하고 있으며, 조선민주주의인민공화국의 공격 등 유사시에는 섬 주민들에게도 화기를 지급하도록 되어 있다.

## 논란
1953년 7월 27일에 당일 오후 10시의 교전선을 군사분계선(MDL)으로 하는 한국전쟁의 정전협정이 발효되었다. 그러나, 해상분계선에 관하여는 정전협정에 명확한 규정 없이 '연해의 섬 및 해면에 관한 통제권은 1950년 6월 24일 이전을 기준으로 하되, 서해 5도는 UN군 사령관 관할 아래 둔다'는 규정을 두었다.
1953년 8월 30일에 마크 웨인 클라크 UN군 총사령관이 정전협정의 취지에 따라 남북간의 군사적 충돌을 억제할 목적으로 대한민국 서해 5도와 조선민주주의인민공화국 황해도 사이의 해상에 북방한계선(NLL)을 설정하였다. NLL은 1973년 9월까지 남북 사이의 특별한 마찰 없이 해상 경계선으로 기능했다.
그러나, 1973년 10월과 11월에 북측 선박들이 수십차례 NLL을 침범하였고, 같은 해 12월에 개최된 군사정전위원회에서 북측은 서해 5개 섬 주변수역이 조선민주주의인민공화국의 관할이라고 주장하면서 이 수역을 항행하려면 사전 승인을 받으라고 요구하였다. 또한, 북측은 제1연평해전 직후인 1999년 9월에 조선 서해 해상 군사분계선을 일방적으로 선포하였다.

## 군사적 중요성
서해 5도는 조선민주주의인민공화국이 경기만을 통해 남하하여 대한민국을 침공하는 것을 막는 1차 방어선이며, 조선민주주의인민공화국 해군, 공군의 남쪽 활동 범위를 제한해 인천항과 인천공항이 안정적 기능을 유지하고 경기만 일대에서 조업하는 어민들이 평화롭게 생업을 도모할 수 있게 해주는 대한민국의 군사적 요충지이다.
반면에, 조선민주주의인민공화국 입장에서는 이 지역이 첨단무기로 요새화(fortification)된다면 황해남도와 황해북도는 물론 평양까지도 위협할 수 있는 곳이기도 하다.

## 같이 보기
- 푸젠성 (중화민국)
- 연평해전
- 대청해전
- 천안함 피격 사건
- 연평도 포격전
- 북방한계선
- 조선 서해 해상 군사분계선
- 옹진군 (인천광역시)
- 옹진군 (황해남도)